# Deerhound
Deerhound neboli skotský jelení pes je plemeno psa pocházející z Velké Británie.
Svým vzhledem je podobný irskému vlkodavovi, oproti němu se ale především odlišuje štíhlejší stavbou těla, proto se také podle F.C.I. zařazuje mezi hrubosrsté chrty.
Dožívá se průměrně 11-12 let.

## Historie
Jedná se velmi starobylou rasu, původem ze Skotska. Jak uvádí anglický název (deer = jelen, hound = honič, pes), jedná se o plemeno původně využívané pro lov vysoké zvěře.
V dobách středověku nesměl tohoto psa vlastnit nikdo z nižší společenské třídy než hrabě.
S postupujícím časem byla ale vysoká zvěř díky štvanicím pořádaných na dvorech šlechty téměř vyhubena, a proto se v Anglii a jižním Skotsku rozšířil útlejší hladkosrstý greyhound, který byl vhodný pro lov zajíců.
Jediným místem s výskytem vysoké zvěře ve Velké Británii se stala Skotská vysočina, proto i zde se toto plemeno zachovalo a jeho sláva mohla o několik let později znovu spatřit světlo světa.
Stalo se tomu tak roku 1825, kdy se Archibald a Duncan McNeillovi rozhodli s obnovou této ušlechtilé rasy. Svůj chov zahájili na dvou psech (Buscarovi a Branovi) a dvou fenách (Runě a Cavak). Zvláštností je, že všichni 4 psi byli údajně pískové barvy, i když se tato barva v dnešních chovech už nevyskytuje.

### Nejslavnější deerhoundi
- Maida – Fena sira Waltera Scotta, známého skotského literáta. Byla křížencem (matka deerhound, otec pyrenejský horský pes).
- Solomon, Hector a Bran – Psi královny Viktorie; jsou také na obrazu sira Landseera.
- Keildar – Další ze psů královny Viktorie, který posloužil kapitánu Grahamovi k znovuutváření irského vlkodava.

## Chování a temperament
Díky své stavbě těla zanechává dojem velmi hbitého a vytrvalého psa – a tím i skutečně je. Kombinace síly, hbitosti a vytrvalosti je nemírně důležitá k uštvání jelena, pro které se dříve používali.
Ale i přes všechny tyto vlastnosti si zachovává dojem důstojného a šlechtického psa.
Je laskavý, přátelský, poslušný a velmi učenlivý. Nikdy nebývá podezřívavý nebo agresivní a vždy si zachovává důstojný a vznešený vzhled, podobně jako irský vlkodav.